# Edelény
Edelény ist eine ungarische Stadt im gleichnamigen Kreis im Komitat Borsod-Abaúj-Zemplén.

## Lage und Stadtbild
Edelény liegt in Nordungarn, 25 Kilometer nördlich des Komitatssitzes Miskolc, am Fluss Bodva.
Die 1983 nach einem Entwurf des Architekten Ferenc Török (* 1936) erbaute griechisch-katholische Pfarrkirche (Edelényi görögkatolikus templom) ist ein sechseckiger Zentralbau aus Bruchsteinmauerwerk, der sich an byzantinischen Vorbildern orientiert.

## Personen
- Berndt Weinberger (1904–1957), Generalmajor der Kasernierten Volkspolizei (KVP) der DDR, geboren in Edelény

## Städtepartnerschaften
- Moldava nad Bodvou in der Slowakei
- Worb in der Schweiz
- Bad Sobernheim in Deutschland

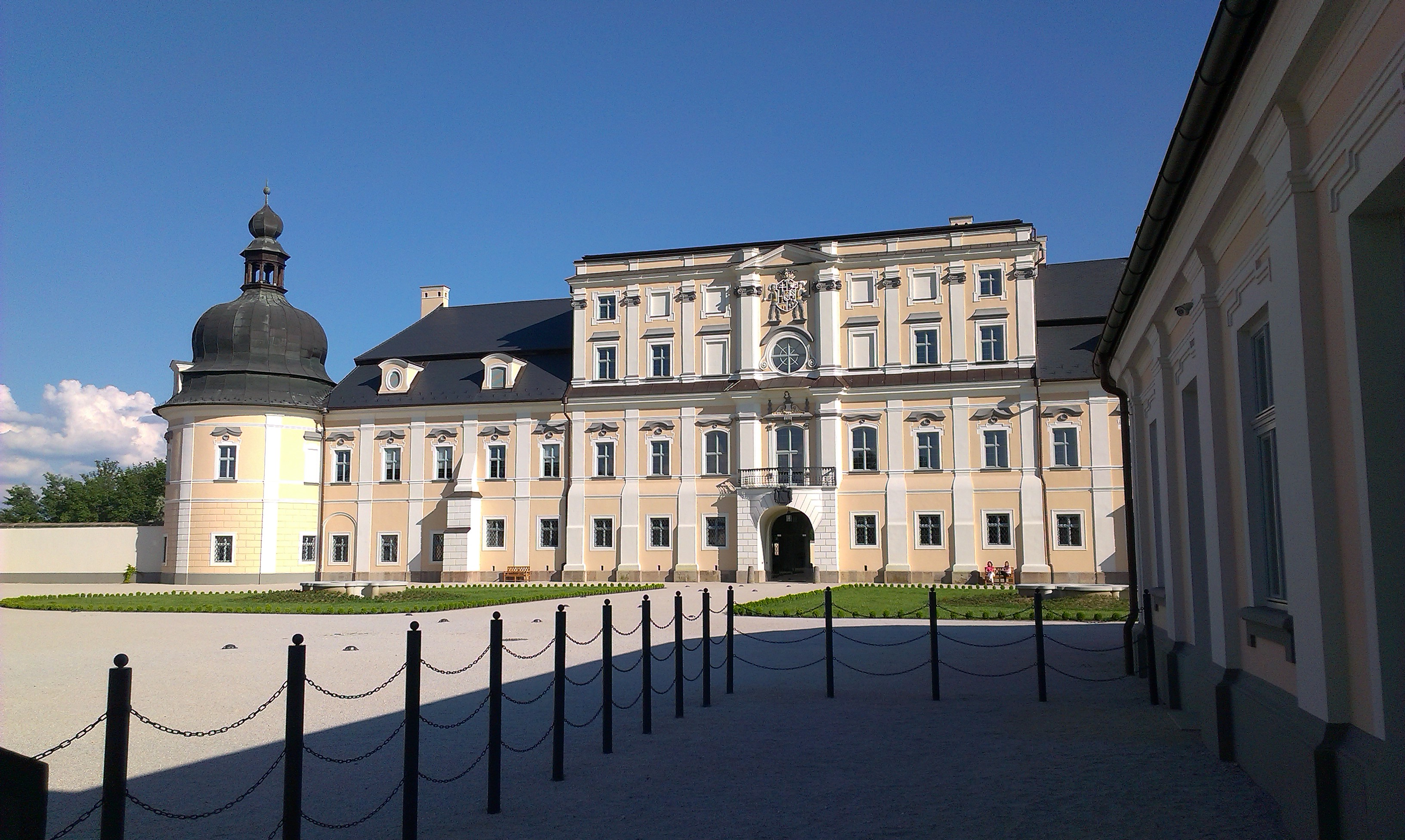
Schloss Edelény – von 1831 bis 1928 im Besitz des Hauses Sachsen-Coburg-Koháry

- Siewierz in Polen